# Do You Remember?
«Do You Remember?» es una canción escrita por Brian Wilson y Mike Love para la banda de rock estadounidense The Beach Boys, editada en su álbum All Summer Long de 1964. La canción es una pequeña reescritura de "The Big Beat", una composición anterior que Wilson había escrito para Bob & Sheri en 1963. Ambas canciones son homenajes al rock and roll de los años 50, haciendo referencia a artistas como Buddy Holly, Jerry Lee Lewis y Hank Ballard.

## Composición
"Do You Remember?" fue originalmente acreditado solo a Brian Wilson. El nombre de Mike Love fue agregado como resultado de una demanda presentada por él contra Wilson en la década de 1990.
Byron Preiss llamó a la canción una "lección de historia fracturada". El musicólogo Philip Lambert escribe: "Mike y Brian en 'Do You Remember?' francamente nos ordena hacer las conexiones, en forma de una lección de historia de rock and roll y demostración. Al mencionar las figuras históricas clave -Pele Richard, Chuck Berry y Elvis- nos recuerdan al rock and roll como un fenómeno cultural".

## Grabación
"Do You Remember?" fue grabado el 6 y 18 de mayo de 1964 en United Western Recorders.